# Alexio Churu Muchabaiwa
Alexio Churu Muchaibwa (ur. 21 czerwca 1939 w Wedza, zm. 8 stycznia 2024 w Mutare) – zimbabwejski duchowny rzymskokatolicki, w latach 1982-2016 biskup Mutare.

## Życiorys
Święcenia kapłańskie przyjął 24 sierpnia 1968. 5 listopada 1981 został prekonizowany biskupem Mutare. Sakrę biskupią otrzymał 21 lutego 1982. 28 maja 2016 przeszedł na emeryturę.